# 에나레스강

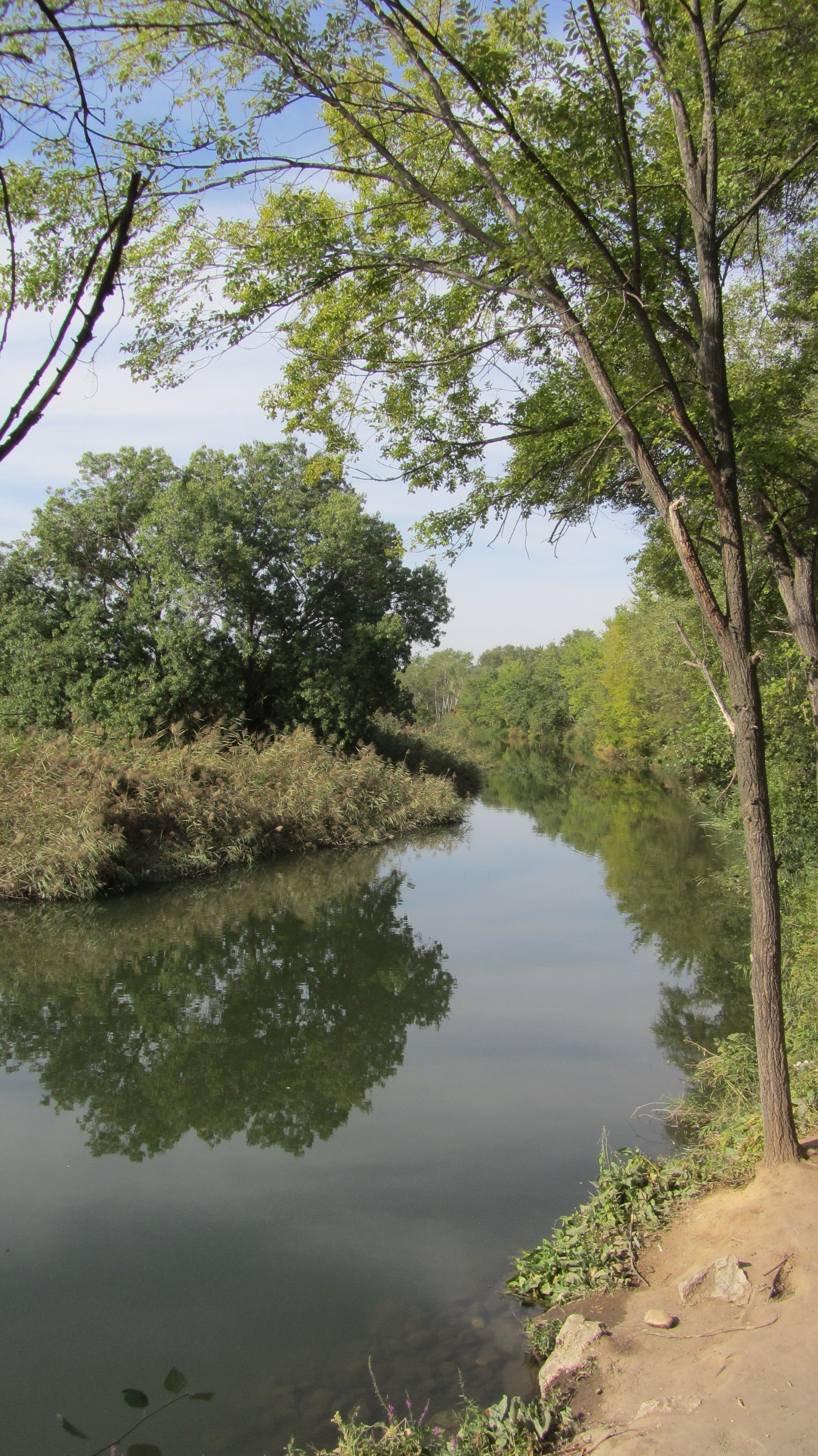
알칼라데에나레스의 에나레스강

에나레스강(스페인어: Río Henares)은 스페인의 강으로, 하라마강의 지류다. 과달라하라도 시구엔사 근처 오르나있는 오르나에서 발원한다.